# 21e étape du Tour de France 1985
Pour un article plus général, voir Tour de France 1985.
La 21e étape du Tour de France 1985 a eu lieu le 20 juillet 1985 autour du Lac de Vassivière, en France, dans les départements de la Haute-Vienne et de la Creuse, sur une distance de 45,7 km. C'est un contre-la-montre remporté par l’Américain Greg LeMond en 1 h 02 min et 51 s. Il s’agit de la 1re victoire d’étape américaine sur le Tour de France.
Le Français Bernard Hinault termine 2e de l’étape à 5 secondes et conserve le maillot jaune à la veille de l’arrivée sur les Champs-Élysées.

## Parcours
Situé sur les départements de la Haute-Vienne et de la Creuse, le Lac de Vassivière accueille pour la 1re fois de son histoire le Tour de France. Le parcours tracé par les organisateurs est exigeant, sur des routes vallonnées, étroites, avec une succession de virages, de montées et de descentes caractéristiques du relief du Limousin. 
Après un départ depuis la base nautique d’Auphelle, le circuit passe par Auchaise (km 3), Orladeix (km 7), Royères de Vassivière (km 10), Faux la Montagne (km 22), Nedde (km 33) et Beaumont du Lac.
L’arrivée est jugée à Auphelle, sur la D.222, après une ligne droite de 260 mètres en légère montée.

## Résultats

### Classement de l'étape
| \| Classement de l'étape \| Classement de l'étape \| Classement de l'étape \| Classement de l'étape \| Classement de l'étape \| \| Coureur \| Coureur \| Pays \| Équipe \| Temps \| \| --------------------- \| --------------------- \| --------------------- \| --------------------- \| --------------------- \| \| 1er \| Greg LeMond \| États-Unis \| La Vie claire-Radar \| 1 h 02 min 51 s \| \| 2e \| Bernard Hinault \| France \| La Vie claire-Radar \| + 5 s \| \| 3e \| Phil Anderson \| Australie \| Panasonic-Raleigh \| + 31 s \| \| 4e \| Sean Kelly \| Irlande \| Skil-Sem-Kas-Miko \| + 54 s \| \| 5e \| Stephen Roche \| Irlande \| La Redoute-Cycles MBK \| + 59 s \| \| 6e \| Thierry Marie \| France \| Renault-Elf \| + 1 min 29 s \| \| 7e \| Steve Bauer \| Canada \| La Vie claire-Radar \| + 1 min 43 s \| \| 8e \| Marc Sergeant \| Belgique \| Lotto-Merckx \| + 2 min 30 s \| \| 9e \| Joël Pelier \| France \| Skil-Sem-Kas-Miko \| + 2 min 35 s \| \| 10e \| Eddy Schepers \| Belgique \| Lotto \| + 2 min 39 s \| |                 |            |                       |                 |
| |                 |            |                       |                 |
| Source : ProCyclingStats |                 |            |                       |                 |
| Classement de l'étape |                 |            |                       |                 |
| Coureur | Coureur         | Pays       | Équipe                | Temps           |
| 1er | Greg LeMond     | États-Unis | La Vie claire-Radar   | 1 h 02 min 51 s |
| 2e | Bernard Hinault | France     | La Vie claire-Radar   | + 5 s           |
| 3e | Phil Anderson   | Australie  | Panasonic-Raleigh     | + 31 s          |
| 4e | Sean Kelly      | Irlande    | Skil-Sem-Kas-Miko     | + 54 s          |
| 5e | Stephen Roche   | Irlande    | La Redoute-Cycles MBK | + 59 s          |
| 6e | Thierry Marie   | France     | Renault-Elf           | + 1 min 29 s    |
| 7e | Steve Bauer     | Canada     | La Vie claire-Radar   | + 1 min 43 s    |
| 8e | Marc Sergeant   | Belgique   | Lotto-Merckx          | + 2 min 30 s    |
| 9e | Joël Pelier     | France     | Skil-Sem-Kas-Miko     | + 2 min 35 s    |
| 10e | Eddy Schepers   | Belgique   | Lotto                 | + 2 min 39 s    |

## Classements à l'issue de l'étape

### Classement général
| \| Classement général \| Classement général \| Classement général \| Classement général \| Classement général \| \| Coureur \| Coureur \| Pays \| Équipe \| Temps \| \| ------------------ \| ------------------ \| ------------------ \| ---------------------------- \| ------------------ \| \| 1er \| Bernard Hinault \| France \| La Vie claire-Radar \| 108 h 10 min 47 s \| \| 2e \| Greg LeMond \| États-Unis \| La Vie claire-Radar \| + 1 min 54 s \| \| 3e \| Stephen Roche \| Irlande \| La Redoute-Cycles MBK \| + 4 min 29 s \| \| 4e \| Sean Kelly \| Irlande \| Skil-Sem-Kas-Miko \| + 6 min 26 s \| \| 5e \| Phil Anderson \| Australie \| Panasonic-Raleigh \| + 7 min 44 s \| \| 6e \| Pedro Delgado \| Espagne \| Seat-Orbea \| + 11 min 53 s \| \| 7e \| Luis Herrera \| Colombie \| Varta-Café de Colombia-Mavic \| + 12 min 53 s \| \| 8e \| Fabio Parra \| Colombie \| Varta-Café de Colombia-Mavic \| + 13 min 35 s \| \| 9e \| Eduardo Chozas \| Espagne \| Reynolds \| + 13 min 59 s \| \| 10e \| Steve Bauer \| Canada \| La Vie claire-Radar \| + 15 min 07 s \| |                 |            |                              |                   |
| |                 |            |                              |                   |
| Source : ProCyclingStats |                 |            |                              |                   |
| Classement général |                 |            |                              |                   |
| Coureur | Coureur         | Pays       | Équipe                       | Temps             |
| 1er | Bernard Hinault | France     | La Vie claire-Radar          | 108 h 10 min 47 s |
| 2e | Greg LeMond     | États-Unis | La Vie claire-Radar          | + 1 min 54 s      |
| 3e | Stephen Roche   | Irlande    | La Redoute-Cycles MBK        | + 4 min 29 s      |
| 4e | Sean Kelly      | Irlande    | Skil-Sem-Kas-Miko            | + 6 min 26 s      |
| 5e | Phil Anderson   | Australie  | Panasonic-Raleigh            | + 7 min 44 s      |
| 6e | Pedro Delgado   | Espagne    | Seat-Orbea                   | + 11 min 53 s     |
| 7e | Luis Herrera    | Colombie   | Varta-Café de Colombia-Mavic | + 12 min 53 s     |
| 8e | Fabio Parra     | Colombie   | Varta-Café de Colombia-Mavic | + 13 min 35 s     |
| 9e | Eduardo Chozas  | Espagne    | Reynolds                     | + 13 min 59 s     |
| 10e | Steve Bauer     | Canada     | La Vie claire-Radar          | + 15 min 07 s     |

### Classement par points
| Classement par points | Classement par points | Classement par points | Classement par points | Classement par points |
| Coureur               | Coureur               | Pays                  | Équipe                | Points                |
| --------------------- | --------------------- | --------------------- | --------------------- | --------------------- |
| 1er                   | Sean Kelly            | Irlande               | Skil-Sem-Kas-Miko     | 410 pts               |
| 2e                    | Greg LeMond           | États-Unis            | La Vie claire-Radar   | 332 pts               |
| 3e                    | Stephen Roche         | Irlande               | La Redoute-Cycles MBK | 279 pts               |

### Classement du meilleur grimpeur
| Classement de la montagne | Classement de la montagne | Classement de la montagne | Classement de la montagne    | Classement de la montagne |
| Coureur                   | Coureur                   | Pays                      | Équipe                       | Points                    |
| ------------------------- | ------------------------- | ------------------------- | ---------------------------- | ------------------------- |
| 1er                       | Luis Herrera              | Colombie                  | Varta-Café de Colombia-Mavic | 440 pts                   |
| 2e                        | Robert Millar             | Royaume-Uni               | Peugeot-Shell-Michelin       | 257 pts                   |
| 3e                        | Pedro Delgado             | Espagne                   | Seat-Orbea                   | 242 pts                   |